# Línea 2 (Metro de Atenas)
La línea 2 del Metro de Atenas es la segunda línea de metro más antigua de la ciudad.

## Detalles técnicos
| Color                         | Rojo                                   |
| Número de estaciones          | 20                                     |
| Tipo                          | Metro convencional                     |
| Longitud                      | 16,4 km                                |
| Municipios cubiertos          | Peristeri, Atenas y Elliniko           |
| Trenes                        | Generations 1, y 3                     |
| Tiempo de viaje               | 29 minutos                             |
| Velocidad comercial           | 80 km/h                                |
| Anchura de la vía             | Ancho de vía español antiguo (1435 mm) |
| Tracción                      | Electricidad                           |
| Alimentación                  | Catenaria superior rígida 750 V DC     |
| Secciones al aire libre       | no                                     |
| Cobertura de teléfono móvil   | 100%                                   |
| Talleres-cocheras y depósitos | Sepolia, Elliniko                      |
| Sistemas de seguridad         | ATP                                    |
| Modo de conducción            | ATP                                    |
| Operador                      | Statheres Sygkoinonies A.E.            |